# اوتانچه
اوتانچه (انگلیسی: Otanche) نام شهری در کشور کلمبیا است.